# Santiago Papasquiaro
Santiago Papasquiaro – miasto w Meksyku, w stanie Durango.